# Korpinsaari (ö i Birkaland)
Korpinsaari är en ö i Finland. Den ligger i sjön Längelmävesi och i kommunen Kangasala i den ekonomiska regionen Tammerfors och landskapet Birkaland, i den södra delen av landet, 150 km norr om huvudstaden Helsingfors. Öns area är 0,8 hektar och dess största längd är 160 meter i sydöst-nordvästlig riktning.